# Ochsenbug
Ochsenbug är en bergstopp i Österrike.   Den ligger i distriktet Lienz och förbundslandet Tyrolen, i den centrala delen av landet, 300 km väster om huvudstaden Wien. Toppen på Ochsenbug är 3 008 meter över havet, eller 265 meter över den omgivande terrängen. Bredden vid basen är 2,2 km.
Terrängen runt Ochsenbug är huvudsakligen mycket bergig. Runt Ochsenbug är det ganska glesbefolkat, med 26 invånare per kvadratkilometer.. Närmaste större samhälle är Matrei in Osttirol, 5,9 km sydost om Ochsenbug. 
I omgivningarna runt Ochsenbug växer i huvudsak blandskog.